# 2550 Houssay
2550 Houssay è un asteroide della fascia principale. Scoperto nel 1976, presenta un'orbita caratterizzata da un semiasse maggiore pari a 3,1994740 au e da un'eccentricità di 0,1670237, inclinata di 10,41003° rispetto all'eclittica.
L'asteroide è dedicato al medico argentino Bernardo Alberto Houssay.